# Ahmed Najib Chebbi
Ahmed Najib Chebbi (en árabe: أحمد نجيب الشابي, francés: Ahmed Néjib Chebbi; n. Ciudad de Túnez, 30 de julio de 1944), conocido simplemente como Najib Chebbi, es un abogado y político tunecino.
Chebbi fue un destacado líder opositor durante el régimen de Zine El Abidine Ben Ali. En 1983, fundó el Partido Democrático Progresista, que obtuvo reconocimiento legal en 1988. En 2006, Maya Jribi se convirtió en la secretaria general del partido, la primera mujer en ocupar ese puesto en Túnez. En 2009, Chebbi intentó presentarse como candidato a la presidencia de Túnez, pero las autoridades lo impidieron.
Durante la revolución tunecina, Chebbi defendió las protestas y acusó a Ben Ali de tratar de "ganar tiempo". Tras el derrocamiento de Ben Ali el 14 de enero de 2011, el primer ministro Mohamed Ghannouchi se puso en contacto con Chebbi y otros líderes de la oposición con la esperanza de crear un gobierno de coalición hasta que se celebren elecciones. Chebbi aceptó a cambio de que se realizaran elecciones en menos de siete meses. Fue nombrado Ministro de Desarrollo Regional, pero dimitió tan solo dos meses después.
El 15 de enero de 2011, Al Jazeera señaló a Chebbi como uno de los tres posibles sucesores (el único mencionado que no formaba parte del gobierno de Ben Ali) para convertirse en presidente de Túnez después de las elecciones generales propuestas para 2011 en seis meses. Sin embargo, señaló que "si va a ser un contendiente en las próximas elecciones presidenciales, tendrá que ampliar sus propuestas". Fue candidato en las elecciones presidenciales de 2014, quedando sexto con poco más del 1% de los votos.